# Fotocorriente
La fotocorriente, o corriente fotoeléctrica, es la corriente eléctrica que circula a través de dispositivos fotosensibles, tales como un fotodiodo, como resultado de la exposición a la energía radiante.
La fotocorriente puede ocurrir como resultado del fenómeno fotoeléctrico, fotoemisivo, o el efecto fotovoltaico.
La fotocorriente puede ser mejorada mediante el interior de ganancia causado por la interacción entre los iones y los fotones bajo la influencia de los campos aplicados, tal como ocurre en un fotodiodo de avalancha (APD).
Cuando se utiliza una adecuada radiación, la corriente fotoeléctrica:
- es directamente proporcional a la intensidad de la radiación;
- aumenta con el aumento en el potencial acelerador hasta que la etapa es alcanzada cuando la fotocorriente se convierte en el máximo y no se incrementa con un mayor incremento en el potencial acelerador. El valor más alto (máximo) de la fotocorriente actual se llama saturación actual. El valor de retardar el potencial, en el que la fotocorriente llega a cero se llama voltaje "cut-off" o detención de potencial para la frecuencia del rayo incidente.

- Datos: Q3381567